# Parafia Matki Bożej Różańcowej w Wielgolesie
Sanktuarium Matki Bożej Łaskawej w Wielgolesie – parafia rzymskokatolicka należąca do dekanatu siennickiego diecezji warszawsko-praskiej, metropolii warszawskiej, w Wielgolesie, w gminie Latowicz.

## Historia

### XIX wiek
W połowie XIX wieku miał miejsce cud zjawienia Matki Bożej w Wielgolesie i pierwszy cud uzdrowienia przy Źródle Niepokalanej, po którym mieszkańcy zawiesili na sośnie ludowy obraz Matki Bożej.
Podczas Powstania styczniowego powstańcy działający w oddziałach ks. Stanisława Brzóski, ppor. Pawła Ługowskiego z Latowicza i Marcina Borelowskiego z Siennicy spotykali się w Wielgolesie na miejscu zjawienia, na wspólnej modlitwie i ustawili trzy drewniane krzyże. W czasie powstania miały miejsce potyczki powstańców w okolicach: Wielgolasu (23 lutego 1863), Kamionki (11 marca 1863), Łukówca (15 marca 1863), Kuflewa (4 kwietnia 1863) i Walisk (18 października 1863).

### XX wiek
Na początku XX wieku nastąpił rozwój kultu Matki Bożej. Do Wielgolasu przybywały tysiące pielgrzymów, miały miejsce liczne cuda i uzdrowienia odnotowane w dokumentach parafialnych. W latach 1931–1934 wzniesiono barokową Kaplicę Zjawienia pw. Matki Bożej Łaskawej, dzięki staraniom ks. Stefana Antosiewicza, proboszcza parafii Latowicz, według projektu architekta Michała Sławińskiego. 23 września 1934 nastąpiło poświęcenie kaplicy przez ks. kan. Józefa Bakalarczyka. Również w 1934 ks. Stefan Antosiewicz wydał pierwszą książkę o Wielgolesie. W latach 1939–1944 mieszkańcy spotykali się potajemnie w kaplicy na modlitwie.
Dnia 15 grudnia 1950 kuria biskupia wydała pozwolenie na założenie parafii. 27 lipca 1952 prymas ks. kard. Stefan Wyszyński podpisał dekret założenia Parafii Wielgolas pw. Matki Bożej Różańcowej. Pierwszym proboszczem został ks. Andrzej Marczak (1952-1957). W 1953 zbudowano plebanię w stylu dworku staropolskiego. 4 marca 1959 – prymas ks. kard. Stefan Wyszyński nadał dwa odpusty na: 9 czerwca – MB Łaskawej i pierwszą niedzielę października – MB Różańcowej.
W latach 1957–1961 wzniesiono kościół parafialny według projektu arch. Zygmunta Konarzewskiego, dzięki staraniom ks. Wacława Korysia proboszcza w latach 1957-1965. Wymiary świątyni: długość 32 m, szerokość 19 m, wysokość do szczytu dachu 18 m, wysokość wieży 29 m. 2 lipca 1961 odbyła się konsekracja świątyni przez prymasa ks. kard. Stefana Wyszyńskiego i nadanie tytułu Matki Bożej Łaskawej.
W 1980 wybudowano zadaszenie nad pozostałościami Sosny Zjawienia. W 1986 ks. Hieronim Serżysko (proboszcz w latach 1983-1986) napisał poemat o parafii Wielgolas Mój Wielgoleski Spis Kolędowy. W 2000 – Sanktuarium w Wielgolesie ustanowiono Kościołem Milenijnym, 3 sierpnia 2002 rozpoczęto regularne czuwania pierwszosobotnie, zorganizowane przez proboszcza ks. Kazimierza Zoch-Chrabołowskiego.
Doroczne odpusty odbywają się w drugą sobotę czerwca i pierwszą niedzielę października.

## Zasięg parafii
W granicach parafii znajdują się miejscowości: Borówek, Budy Wielgoleskie, Transbór, Wielgolas.